# Palazzo Milzetti

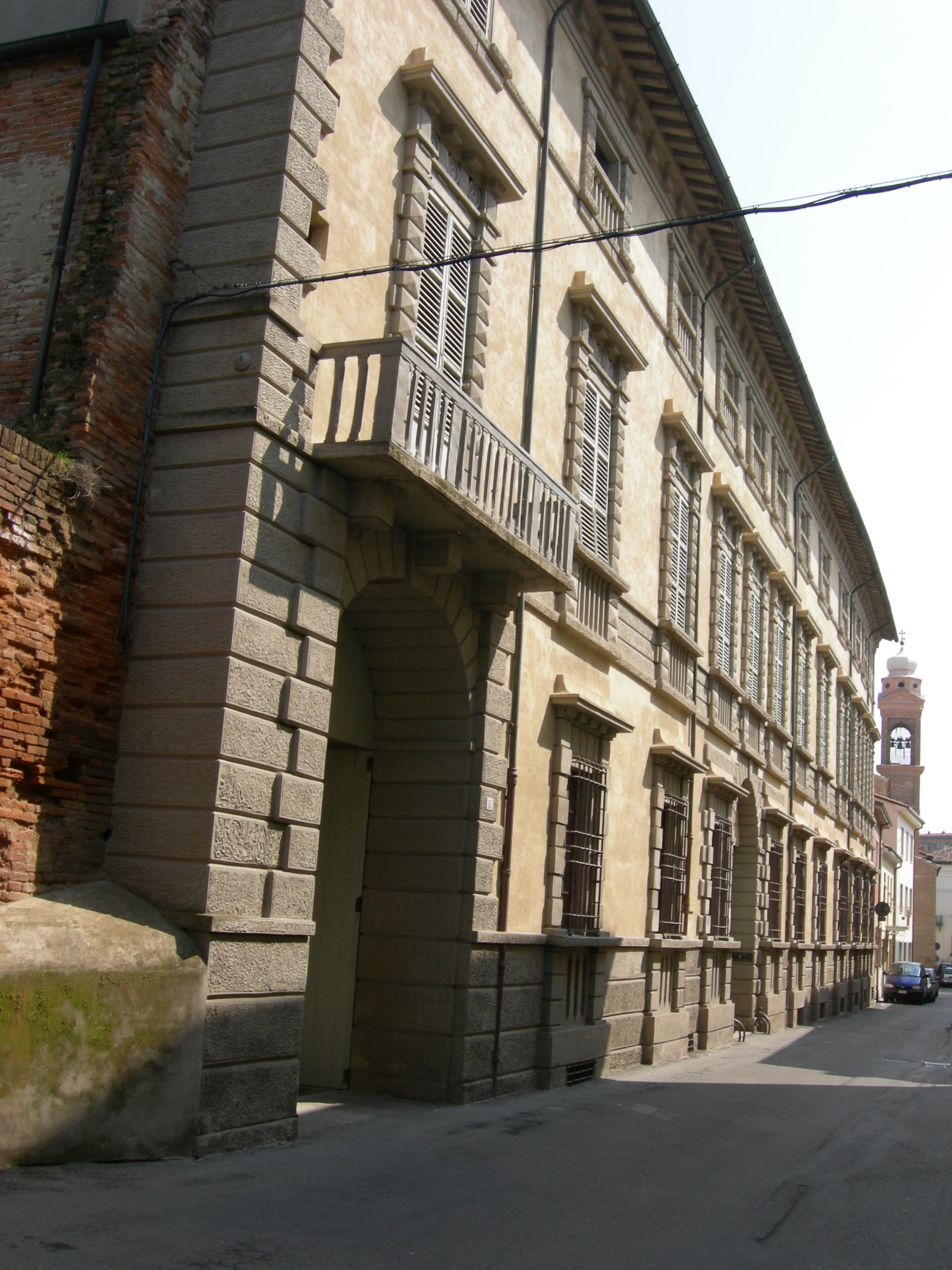
Außenfassade des Palazzo Milzetti in Faenza

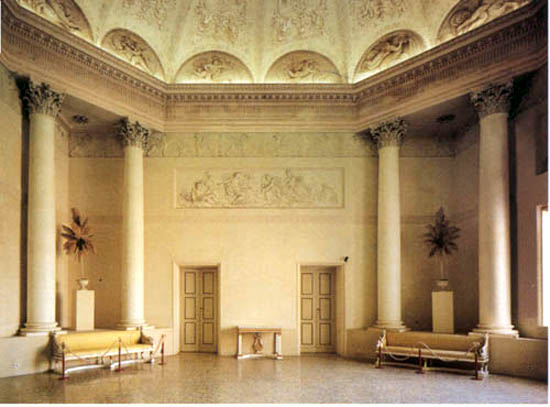
Der weite, achteckige Saal namens „Tempel des Apollo“

Der Palazzo Milzetti ist ein Palast aus dem 18. Jahrhundert in Faenza in der italienischen Region Emilia-Romagna. Er liegt in der Via Tonducci 15 und beherbergt heute das Museum des Klassizismus in der Romagna.
Seit Dezember 2014 ordnet es das Kulturministerium in das Polo museale dell’Emilia-Romagna ein, im Dezember 2019 wurde es Direzione regionale Musei.

## Geschichte und Beschreibung

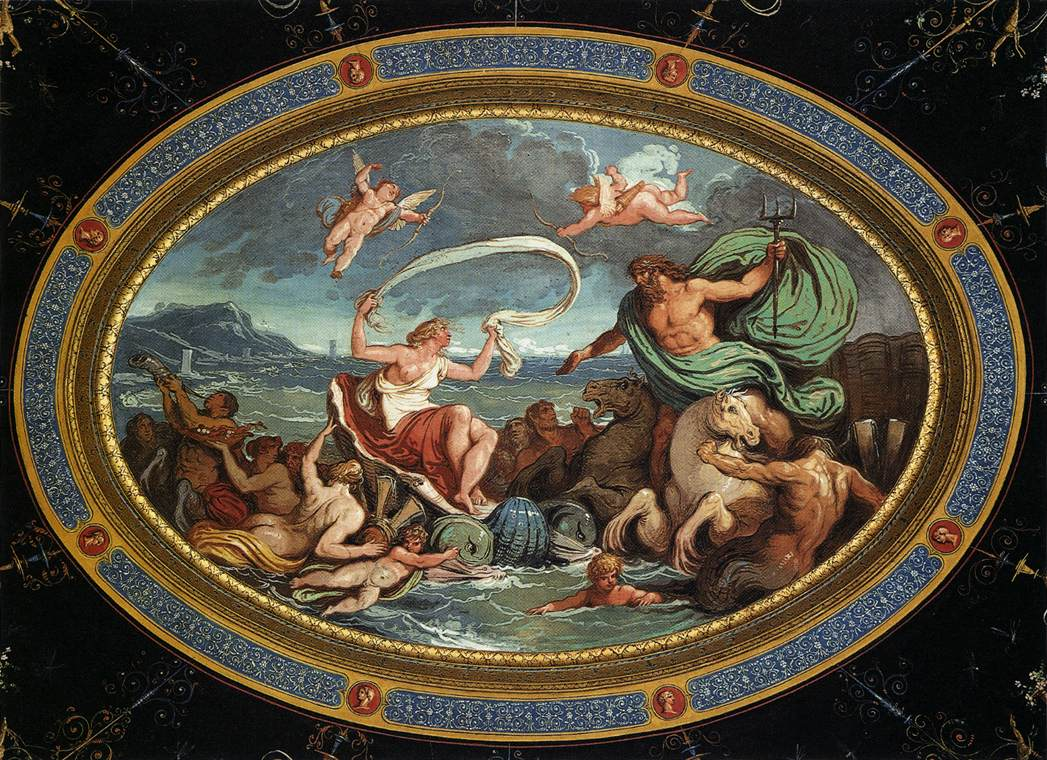
Die Hochzeit von Neptun und Amphitrite, Vorraum zum Gebrauch der Thermen des Tito

Der Graf Nicola Milzetti aus Faenza beauftragte 1792 den Architekten Giuseppe Pistocchi, einen Palast zu bauen, indem er die alten Häuser der Familie, die bei einem starken Erdbeben 1781 beschädigt worden waren, vereinigte. Der Eingriff Pistocchis betraf die Fassade, die mit manieristischem Bossenwerk verziert ist, das auch die Fenster einrahmt, ebenso wie die grundlegenden Strukturen des Palastes. Die Friese über den Fenstern im ersten Obergeschoss, die den Wechsel von Mitopen und Triglyphen der dorischen Ordnung wieder aufnehmen, tragen zusammen mit Gesimsen und Balustraden zur Belebung der Fassade bei.
Gerade hatte Pistocchi mit der Neuordnung der Innenräume begonnen, als er 1796 als Jakobiner verhaftet und in San Leo eingesperrt wurde. Nach dem Tod von Graf Nicola Milzetti beauftragte dessen Sohn, Graf Francesco Milzetti, ein napoleonischer Ritter der Eisernen Krone und Colonnello-Comandante der 4. Kompanie der Ehrengarde des italienischen Vizekönigs, 1799 den Architekten Giovanni Antonio Antolini, der bereits mit der Protektion durch die Grafen Laderchi an anderen Palästen in Faenza gearbeitet hatte, mit der Wiederaufnahme der Arbeiten am Palazzo Milzetti. Antolini projektierte die Fertigstellung der Treppe und den großen, achteckigen Salon im ersten Obergeschoss, den „Tempel des Apollo“ und er ließ in den Jahren 1800–1801 das große venezianische Fenster zum Garten hin setzen.
1802 begann die Ausschmückung der Innenräume durch Felice Giani und der von ihm organisierten Werkstatt, die von Gaetano Bertolani geleitet wurde. Mit den Stuckarbeiten wurden die Putzkünstler Francesco und Giovan Battista Ballanti Graziani, sowie Antonio Trentanove, beauftragt.

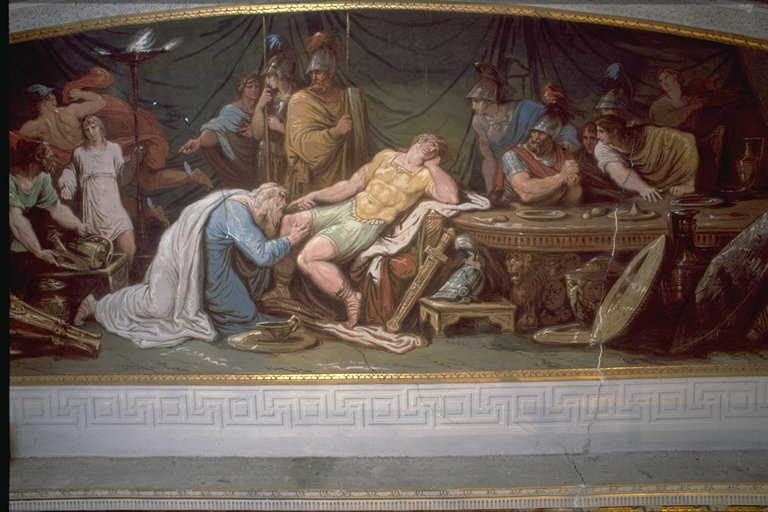
Priamo chiede la restituzione del corpo di Ettore (dt.: Priamus bittet um die Rückgabe von Hektors Leiche), Palazzo Milzetti

Die Ausschmückung des Palastes setzte sich in den Jahren 1802 bis 1805 fort und es handelt sich um ein grandioses Werk. Die Malereien und die Stuckarbeiten beziehen sich durch raffinierte mythologische und historische Bezüge auf die spezifische Funktion jeder Umgebung und zeichnen jeden Saal als eigenen Kern aus, ein Ergebnis einer Projektierung, die sich vollständig auf die Einheit der Künste konzentriert. Die Ornamente dagegen, die auf kultivierten Überarbeitungen antiker und Grotesken und solcher aus der Renaissance basieren und in Tempera an der Wand ausgeführt wurden, harmonisieren mit den bestehenden architektonischen Partituren, indem sie Türen und Fenster einbinden, und haben ihre ursprüngliche Brillanz erhalten.
Aber bereits 1808 musste Francesco Milzetti wegen ernsthafter finanzieller Schwierigkeiten seine geliebte Residenz verkaufen. Pasquale Papiani aus Modigliana kaufte den Palast und verkaufte ihn 1814 an Domenico Ugolini weiter. 1817 fiel er an die Grafen Ercole und Giuseppe Rondinini. Den Grafen Rondinini ist die Fertigstellung des Westflügels des Gebäudes, die Ausstattung mit Mobiliar und die Anlage des weitläufigen Gartens mit der Capanna rustica (dt.: Bäuerliche Hütte), dekoriert mit Trompe-l’œil von Romolo Liverani, in den Jahren 1830–1851 zu verdanken. Nach dem Tod des Grafen Giuseppe Rondinini fiel der Palast an dessen Schwester Faustina, die mit dem Grafen Luigi Magnaguti aus Mantua verheiratet war, dessen Sohn Alessandro dann sein Erbe antrat. 1934 wurde der Palast schließlich versteigert und der Rechtsanwalt Giovanni Bolognesi erwarb ihn auf diese Weise; er verkaufte ihn am 26. Juni 1973 an den Staat weiter. Nach ersten Restaurierungsarbeiten wurde er 1979 der Öffentlichkeit zugänglich gemacht und 2001 eröffnete dort das Museum des Klassizismus in der Romagna.
Antonio Paolucci schrieb anlässlich der Ausstellung in Faenza im Palazzo Milzetti am 15. März 2009:

“Non troverete né a Vienna né a San Pietroburgo e neppure a Parigi un edificio paragonabile per raffinatezza, per eleganza, per gusto incantevole del decoro interno, all’edificio che l’architetto Pistocchi edificò e Felice Giani affrescò fra il 1802 e il 1805 per il conte Francesco Milzetti.“
(dt.: Man findet weder in Wien, noch in Sankt Petersburg und auch nicht in Paris ein in Raffinesse, Eleganz oder zauberhaftem Geschmack der Ausschmückung der Innenräume vergleichbares Gebäude, wie es der Architekt Pistocchi erbaut und der Felice Giani zwischen 1802 und 1805 für den Grafen Francesco Milzetti mit Fresken versehen hat.)

## Bildergalerie

Fotos von Paolo Monti, 1979-1980
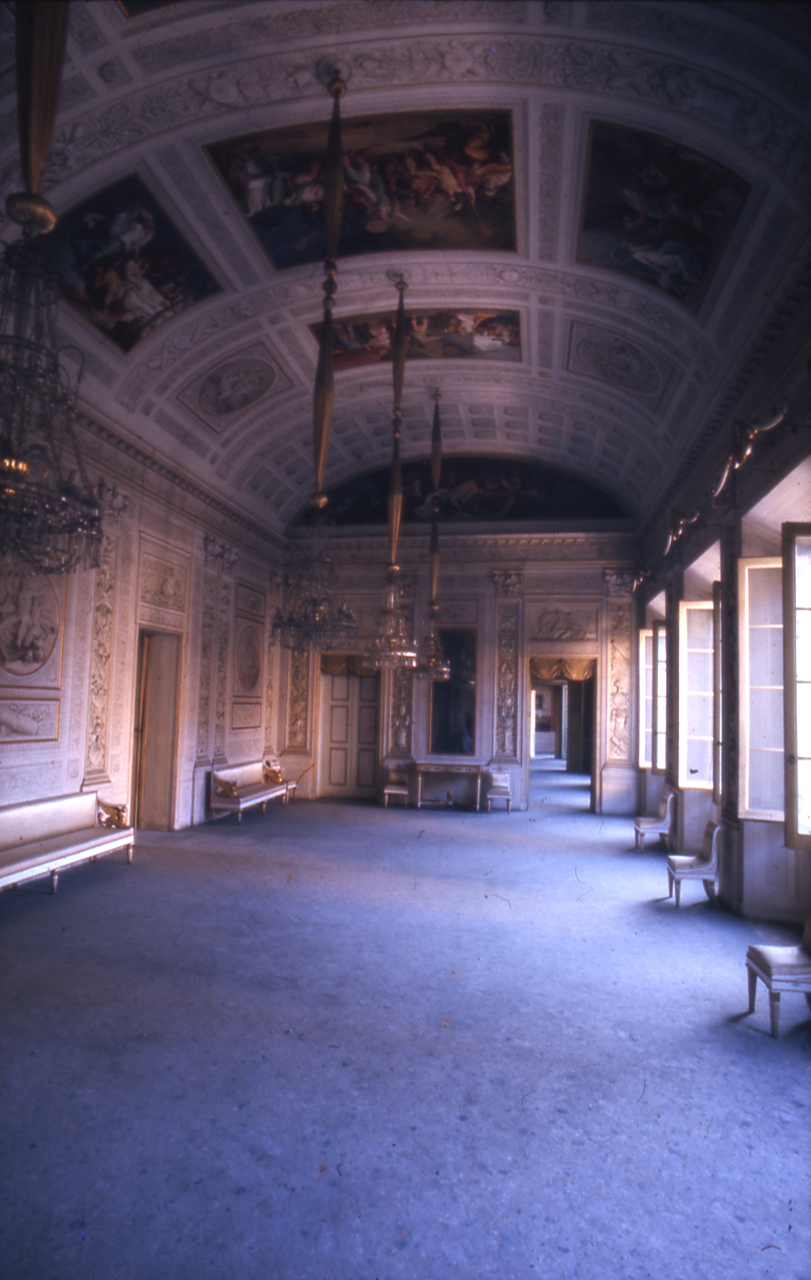
Achillesgalerie
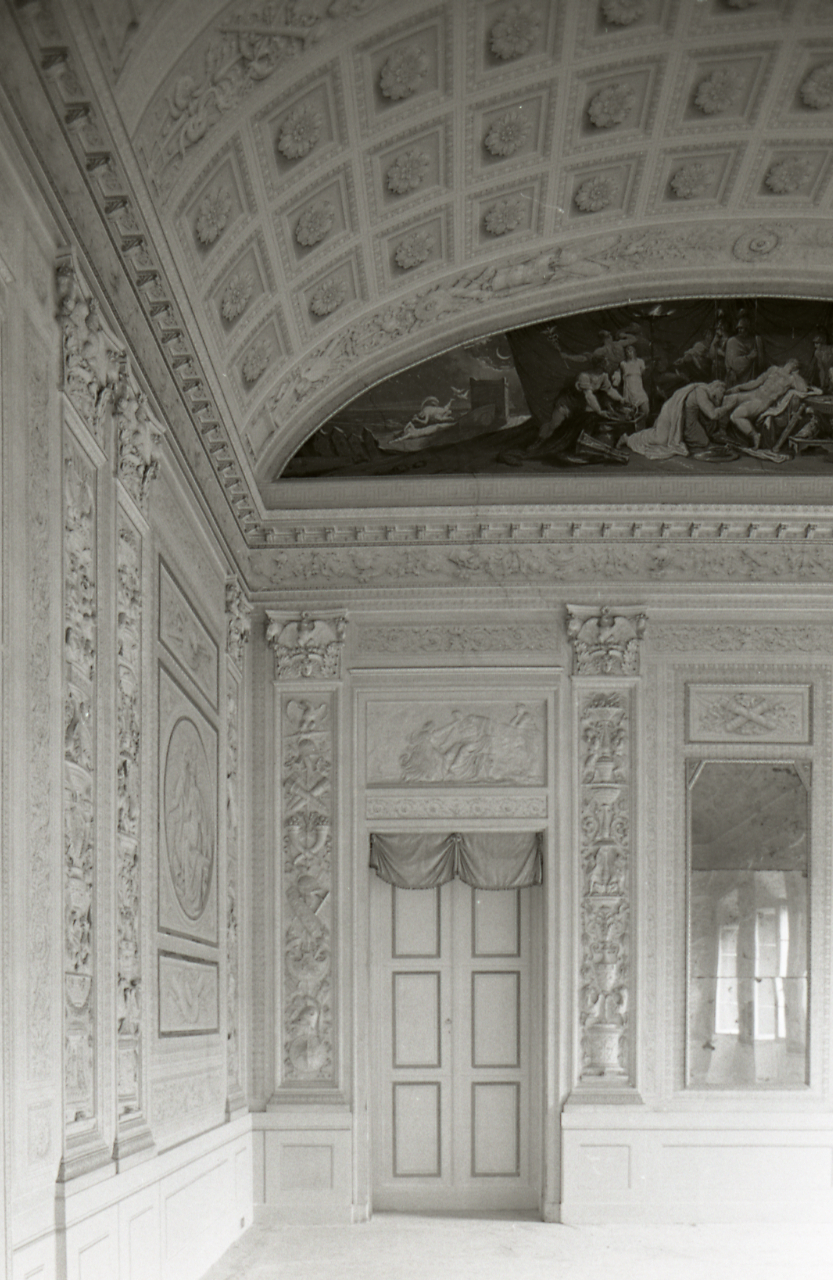
Detail der Achillesgalerie
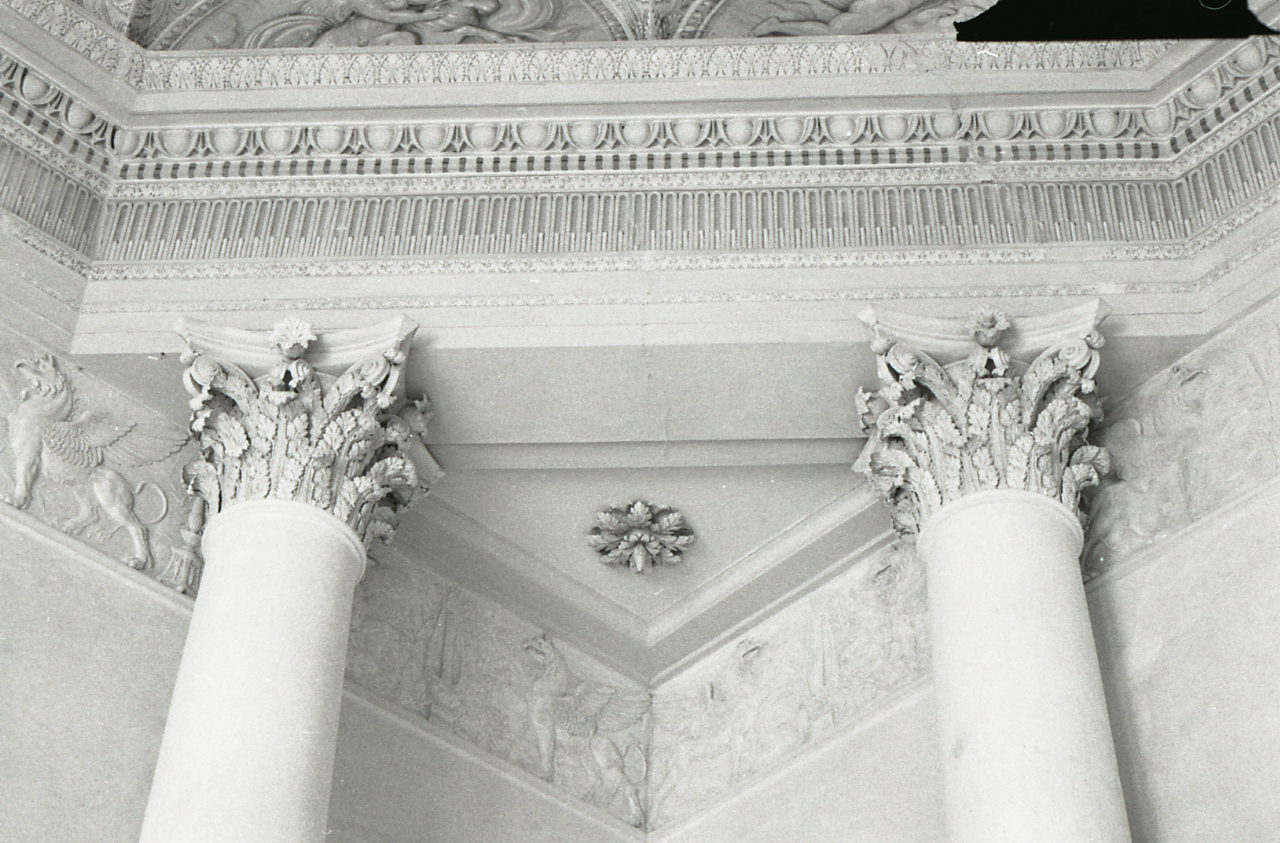
Detail des Apollotempels
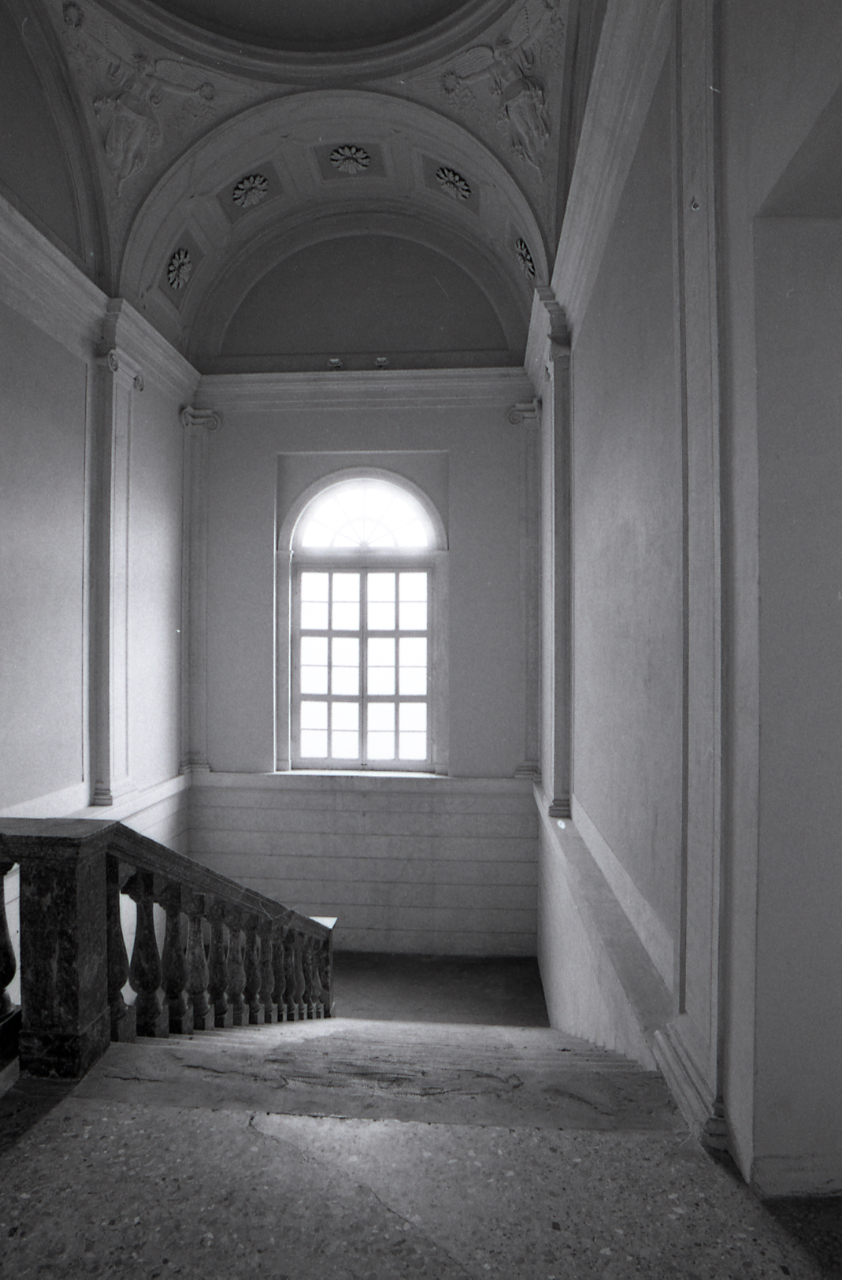
Treppe
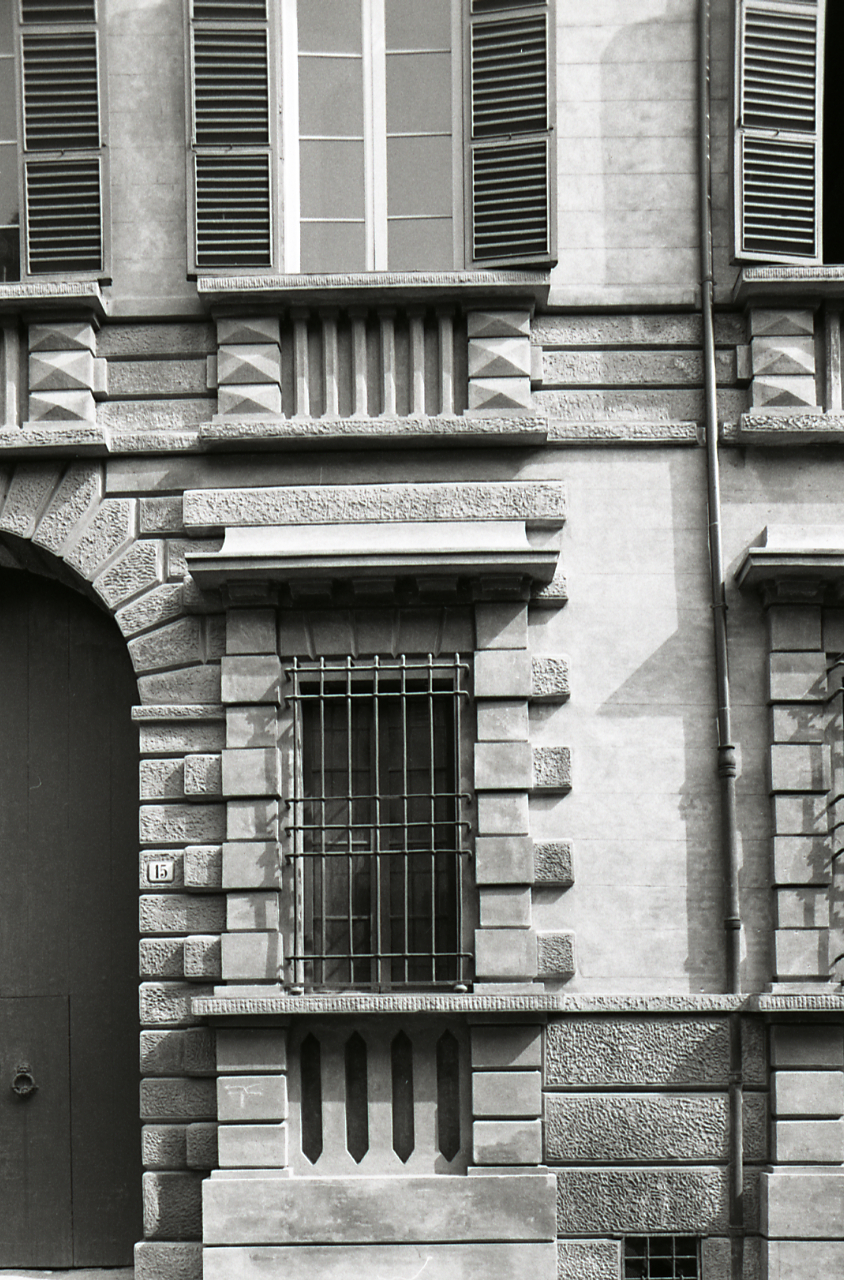
Detail der Fassade